# セサル・センペレ
セサル・センペレ・パディージャ（César Sempere Padilla、1984年5月26日 - ）は、スペイン・バレンシア州アリカンテ県ビジャホヨーサ出身のラグビーユニオン選手。ディビシオン・デ・オノールのCRエル・サルバドールに所属している。ラグビースペイン代表。ポジションはスタンドオフ(SO)、フルバック(FB)、ウイング(W)。

## 経歴
イングランド・プレミアシップのレスター・タイガースの入団試験を受けた後、2010年にはフランス・トップ14のモンペリエ・エロー・ラグビーと契約した。その後、同年にはプレミアシップのノッティンガムRFCと契約し、2011年にはプレミアシップのノーサンプトン・セインツと契約した。2012年からは母国スペインのCRエル・サルバドールでプレーしている。
2004年からディビシオン・デ・オノール・デ・ラグビーに選ばれており、53試合に出場して177得点を記録している。31トライはスペイン代表の歴代最多トライ記録である。2016年には7人制ラグビー（セブンズ）男子スペイン代表の一員として2016年リオデジャネイロオリンピック本大会に出場した。

## 所属クラブ
- 2002–2004  CRラ・ビラ
- 2004–2006  CRエル・サルバドール
- 2006–2009  CRマドリード・ノロエステ
- 2009–2010  オリンピス・マドリード
- 2010  モンペリエ・エロー・ラグビー
- 2010–2011  ノッティンガムRFC
- 2011–2012  ノーサンプトン・セインツ
- 2012–  CRエル・サルバドール